# Umeclidinium bromide/vilanterol
Umeclidinium bromide/vilanterol (tên thương mại Anoro Ellipta) là một loại thuốc kết hợp được phê duyệt để điều trị bệnh phổi tắc nghẽn mạn tính (COPD). Nó được áp dụng như một hít.